# Friedrich Windischmann
Friedrich Heinrich Hugo Windischmann, född 13 december 1811 i Aschaffenburg, död 23 augusti 1861 i München, var en tysk romersk-katolsk teolog och orientalist; son till Karl Joseph Hieronymus Windischmann.
Windischmann studerade teologi, filosofi och ariska språk samt blev 1836 präst och 1838 e.o. professor i kyrkorätt och Nya Testamentets exegetik vid Münchens universitet. Han beklädde sedan efter vartannat flera andliga ämbeten, tills han 1846 blev "Generalvikar des Erzbischofs" i metropolitankapitlet München-Freising.
Windischmanns främsta arbeten, som företrädesvis rör sig på det eranska området, är Sancara sive de theologumenis vedanticorum (1833), Die Grundlage des Armenischen im arischen Sprachstamme (1843), Der Fortschritt der Sprachenkunde und ihre gegenwärtige Aufgabe (1844), Über den Somakultus der Arier (1846), Ursagen der arischen Völker (1852), Die persische Anāhitā oder Anaitis (1854), de fyra sistnämnda i "Abhandlungen der köninglichen Bayerischen Akademie der Wissenschaften", Mithra, ein Beitrag zur Mythengeschichte des Orients (1857) samt flera avhandlingar i de av Friedrich Spiegel efter Windischmanns död utgivna "Zoroastrische Studien". Han sysselsatte sig även med de persiska kilskrifterna (i "Münchener gelehrte Anzeigen").